# (4045) Lowengrub
(4045) Lowengrub est un astéroïde de la ceinture principale.

## Description
(4045) Lowengrub est un astéroïde de la ceinture principale. Il fut découvert le 9 septembre 1953 à Brooklyn par Indiana University. Il présente une orbite caractérisée par un demi-grand axe de 3,23 UA, une excentricité de 0,10 et une inclinaison de 21,3° par rapport à l'écliptique.

## Compléments